# Сержант-майор

Нашивка сержант-майора Армії США

Шеврон сержант-майора корпусу морської піхоти США

Шеврон Рав Самал Міткадем (сержанта-майора) армії оборони Ізраїлю (ЦАХАЛ)

Сержа́нт-майо́р (англ. Sergeant Major) — військове звання (сержантського) складу Збройних сил США, Канади, Сінгапуру, Південної Африки та деяких інших країн.

## Збройні сили США
В армії США це звання посідає дев'яту сходинку військової ієрархії (E-9), вище військового звання першого сержанта та нижче за військове звання головний сержант-майор.
У Корпусі морської піхоти США, сержант-майор (SgtMaj) займає ранг вище за старшого командор-сержанта і на один рівень нижче за сержант-майора Корпусу морської піхоти.

## Збройні сили Ізраїлю
В армії оборони Ізраїлю (ЦАХАЛ) військове звання сержанта-майора (івр. רב-סמל מתקדם Рав Самал Міткадем (Расам), є третім сержантським званням серед унтер-офіцерів (івр. נגדים), вище за військове звання майстер-сержант (івр. רב-סמל ראשון Рав Самал Рішон (Расар) і нижче за звання головний сержант-майор (івр. רב-סמל בכיר) Рав Самал Бахир (Расаб).